# Xichangbai Shan
Xichangbai Shan (chinesisch 繫长白山) ist ein 122 m hoher und langgestreckter Hügel an der Ingrid-Christensen-Küste des ostantarktischen Prinzessin-Elisabeth-Lands. Er ragt in südwest-nordöstlicher Ausdehnung unmittelbar östlich des Malachite Lake auf der Halbinsel Stornes in den Larsemann Hills auf.
Chinesische Wissenschaftler benannten ihn 1990 im Zuge von Vermessungsarbeiten.